# Andrew Marvell

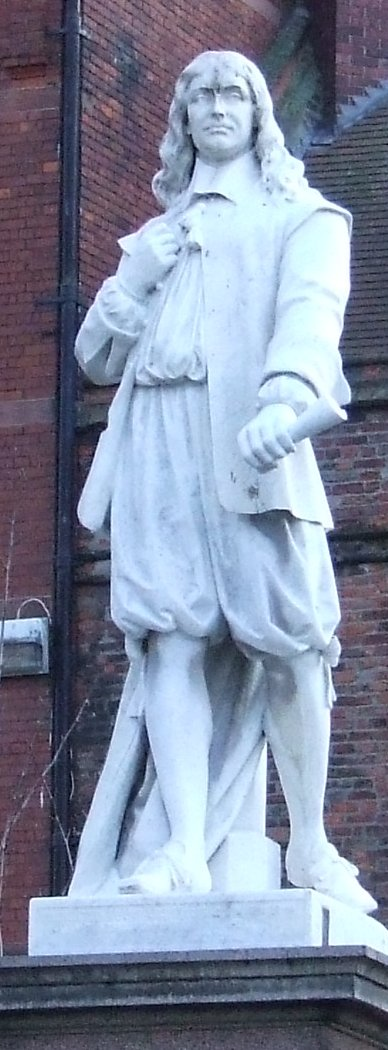
Andrew Marvell

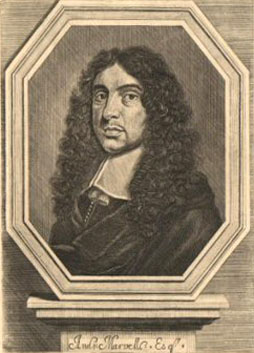
Andrew Marvel, gravure

Andrew Marvell (Winestead (Yorkshire), 31 maart 1621 - Londen, 16 augustus 1678) was een Engels dichter. Hij wordt gerekend tot de metaphysical poets (metafysische dichters), een groep waartoe ook John Donne, George Herbert, Henry Vaughan en Abraham Cowley behoorden.
Marvell, de zoon van een geestelijke, bezocht het gymnasium in Hull en studeerde in Cambridge. Na de dood van zijn vader in 1640 bracht hij vier jaar door op het vasteland van Europa, waarbij hij ook Holland bezocht. In die periode begon hij poëzie te schrijven. In 1651 werd hij huisleraar voor de dochter van Lord Fairfax. Hij verbleef daar twee jaar en produceerde er zijn beste werk, waaronder Upon Appleton House, The Garden en het befaamde liefdesgedicht To His Coy Mistress.
Vervolgens werd hij huisleraar in Eton, voor een beschermeling van Oliver Cromwell. In 1657 werd hij tweede Latijns secretaris van Oliver Cromwells Commonwealth en raakte bevriend met John Milton. Hij toonde respect voor Cromwell in werken als Horatian ode upon Cromwell's return from Ireland en Death of the Lord Protector. In 1659 werd hij parlementslid voor Hull en dat bleef hij voor de rest van zijn leven.
Ondanks zijn republikeinse sympathieën wist Marvell tijdens de periode van de Restauratie, na het herstel van het koningschap onder Karel II, zijn positie te behouden. Hij wist zijn vriend Milton te beschermen tegen een veroordeling naar aanleiding van diens kritiek op de monarchie.
Tijdens zijn periode als parlementslid schreef hij vele brieven aan zijn kiezers, satirisch prozawerk (Last instructions to a painter about the Dutch wars, 1667) en politieke pamfletten tegen de ministers en de koning. Tevens ondernam hij diplomatieke missies naar Rusland en Holland. In het satirische werk The character of Holland uit 1653 vergeleek hij de corruptie in Engeland met die in Holland. Met Holland had hij in het werk overigens ook weinig consideratie:
Holland, that scarce deserves the name of land,
As but the off-scouring of the British sand,
And so much earth as was contributed
By English pilots when they heaved the lead,
Or what by the Ocean's slow alluvion fell
Of shipwrecked cockle and the mussel-shell,
This undigested vomit of the sea,
Fell to the Dutch by just propriety.
Zijn bewondering voor Oliver Cromwell blijkt uit An Horatian Ode upon Cromwell's Return from Ireland (1650). In de periode van 1653 tot 1657 was hij ook aangesteld als privéleraar van Cromwells beschermeling William Dutton. In 1657 werd hij assistent van John Milton als 'Latin secretary' bij het ministerie van Buitenlandse Zaken. The First Anniversary (1655) en On the Death of O.C. (1659) schreef hij eveneens ter ere van Cromwell.
Na de restauratie van Karel II van Engeland ging Marvell politieke satires en verzen schrijven waarin hij de te grote macht van de monarchie aan de kaak stelde. Een voorbeeld hiervan is The Rehearsal Transpros'd (1672–73).
Overig werk omvat onder meer:
- 1672 - The rehearsal transpos’d
- 1677 - Account of growth of popery and arbitrary government in England

Marvells reputatie als dichter berust nu vooral op een klein aantal lyrische gedichten zoals het erotisch getinte To His Coy Mistress (Aan zijn minnares), dat als een klassieker van de metafysische poëzie geldt. In het volgend fragment tracht de dichter zijn zedige geliefde ervan te overtuigen dat de tijd dringt en dat zij zich zonder dralen aan hem moet overgeven:
"Had we but world enough, and time,
This coyness, lady, were no crime...
But at my back I always hear
Time's wingéd chariot hurrying near;
And yonder all before us lie
Deserts of vast eternity...
The grave's a fine and private place,
But none, I think, do there embrace..."
Andrew Marvell is nooit getrouwd geweest. Hij werd begraven in St.Giles-in-the-Fields in Londen.